# Фернандо Сілва
Фернандо Сілва (кат. Fernando Silva; народився 16 травня 1977; Альмендраль) — андоррський футболіст, нападник. Наразі виступає за «Імперіо» (Мерида) у Терсері (четвертий рівень) та національну збірну Андорри.
У складі збірної провів 32 матчі і забив 3 голи. Також на дорослому рівні виступав за команди «Андорра», «Серро-де-Реєс» «Імперіо», «Санта-Еулалія», «Вільяновенсе», КД «Бадахос» та УД «Бадахос».